# Handball-Weltmeisterschaft der Männer 1938
Die 1. Handball-Weltmeisterschaft der Männer fand am 5. und 6. Februar 1938 im Deutschen Reich unter Federführung der Internationalen Amateur-Handball-Federation (IAHF) statt. Weltmeister wurde die deutsche Mannschaft, die alle Spiele gewann. Das Turnier wurde im Modus „Jeder gegen jeden“ ausgetragen. Alle Spiele fanden in der Berliner Deutschlandhalle statt, die Spielzeit betrug jeweils 2 × 15 Minuten.
Die vier teilnehmenden Nationen waren das Deutsche Reich, Österreich, Dänemark und Schweden.

## Ergebnisse
| 05.02.1938 in Berlin | Dänemark   | – | Deutschland | 3:11 (3:4) |
| 05.02.1938 in Berlin | Schweden   | – | Österreich  | 4:5 (2:2)  |
| 05.02.1938 in Berlin | Dänemark   | – | Schweden    | 1:2 (1:1)  |
| 06.02.1938 in Berlin | Österreich | – | Deutschland | 4:5 (2:4)  |
| 06.02.1938 in Berlin | Österreich | – | Dänemark    | 7:2 (3:1)  |
| 06.02.1938 in Berlin | Schweden   | – | Deutschland | 2:7 (1:3)  |

## Abschlussplatzierungen
| Pl.    | Land        | Sp. | S | U | N | Tore  | Diff. | Punkte |
| ------ | ----------- | --- | - | - | - | ----- | ----- | ------ |
| Gold   | Deutschland | 3   | 3 | 0 | 0 | 23:09 | +14   | 6      |
| Silber | Österreich  | 3   | 2 | 0 | 1 | 16:11 | +05   | 4      |
| Bronze | Schweden    | 3   | 1 | 0 | 2 | 08:13 | −05   | 2      |
| 04.    | Dänemark    | 3   | 0 | 0 | 3 | 06:20 | −014  | 0      |

## Beste Torschützen
| Pl. | Spieler        | Team        | Tore |
| --- | -------------- | ----------- | ---- |
| 01. | Yngve Lamberg  | Schweden    | 6    |
| 01. | Hans Theilig   | Deutschland | 6    |
| 03. | Hans Obermark  | Deutschland | 5    |
| 03. | Günter Ortmann | Deutschland | 5    |

## Medaillengewinner
| Deutschland | Österreich | Schweden |
| Karl Herbolzheimer Herbert Schmidt Gerd Brüntgens Walter Hömke Hans Keiter Kurt Lubenow Kurt Mahnkopf Hans Obermark Günter Ortmann Gerd Schauer Will Steininger Hans Theilig Adolar Woczinski Philipp Zimmermann | Franz Axmann Otto Cerny Johann Houschka Zdenko Kucera Robert Leu Otto Licha Ferdinand Mantler Anton Perwein Alfred Schmalzer Alois Schnabel Rudolf Tauscher Jaroslav Volak Leopold Wohlrab | Sven Ablad Torsten Andersson Erik Floberg Åke Forslund Stig Hjortsberg Sture Hultberg Åke Kallerdahl Yngve Lamberg Roland Nilsson Allan Rolander Sigfrid Schönning Tage Sjöberg Gustaf Adolf Thorén |
| Otto Kaundinya (Trainer) | Wilhelm Tolar (Trainer) | Herbert Johansson (Trainer) |

### 4. Platz: Dänemark
| - Arne Pedersen - Carl Muschner - Leif Nielsen - Walter Madsen | - Egon Sørensen - Svend Aage Madsen - Kai Piasecki - Ove Jørner | - Holger Christensen - Egon Sander |

Trainer: Aksel Pedersen